# 扎因斯克
55°18′N 52°01′E / 55.300°N 52.017°E
扎因斯克（俄语：Заи́нск）是俄羅斯韃靼斯坦共和國西南部的一個城市，位於扎伊河畔，距首府喀山以東287公里。2002年人口41,088人。
1978年設市並改名。